# The Human Romance
The Human Romance è il settimo album in studio del gruppo melodic death metal statunitense Darkest Hour, pubblicato nel 2011.

## Tracce
1. Terra Nocturnus – 1:16
2. The World Engulfed in Flames – 3:52
3. Savor the Kill – 3:48
4. Man & Swine – 3:44
5. Love as a Weapon – 4:00
6. Your Everyday Disaster – 2:48
7. Violent by Nature – 2:21
8. Purgatory – 3:48
9. Severed into Separates – 3:29
10. Wound – 3:45
11. Terra Solaris – 8:41
12. Beyond the Life You Know – 4:12

## Formazione
- John Henry – voce, piano
- Mike "Lonestar" Carrigan – chitarra
- Mike Schleibaum – chitarra
- Paul Burnette – basso
- Ryan Parrish – batteria, piano